# ستيف ستاونتون

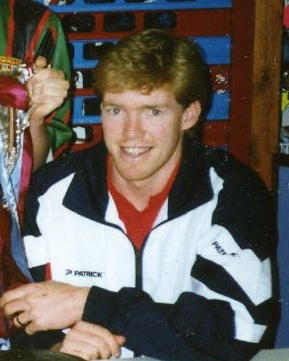
ستيف ستاونتون

ستيف ستاونتون (بالإنجليزية: Steve Staunton) من مواليد 19 يناير 1969 في دروغيندا في إيرلندا، لاعب كرة قدم إيرلندي سابق، ومدرب كرة قدم إيرلندي حالي.
لعب مع عدة أندية منها نادي ليفربول وأستون فيلا وكريستال بالاس.
لعب مع منتخب إيرلندا لكرة القدم بين عامي 1988 و2002، وشارك معهم في 102 مباراة وسجل 7 أهداف.
درب منتخب إيرلندا لكرة القدم بين عامي 2006 و2007.

## روابط خارجية
- ستيف ستاونتون على موقع IMDb (الإنجليزية)
- ستيف ستاونتون على موقع الاتحاد الدولي (مؤرشف)  (الإنجليزية)
- ستيف ستاونتون على موقع الاتحاد الأوربي (الإنجليزية)
- ستيف ستاونتون على موقع قاعدة بيانات كرة القدم.إي يو (الإنجليزية)
- ستيف ستاونتون على موقع ناشيونال فوتبول تيمز (الإنجليزية)
- ستيف ستاونتون على موقع Soccerbase.com (لاعب) (الإنجليزية)
- ستيف ستاونتون على موقع Soccerbase.com (مدرب) (الإنجليزية)
- ستيف ستاونتون على موقع عالم كرة القدم.نت (الإنجليزية)
- ستيف ستاونتون على موقع كووورة